# 前沢サービスエリア
前沢サービスエリア（まえさわサービスエリア）は、岩手県奥州市前沢養ケ森にある、東北自動車道のサービスエリア。

## 施設
レストランでは名前の通り、前沢牛を使用した料理も提供している。

### 上り線（仙台・福島方面）
- 管理：ネクスコ東日本エリアトラクト[1]
- 運営：三友[2]
- 駐車場[2]
  - 大型 22台
  - 小型 79台
- トイレ[2]
  - 男性 大7（和式2・洋式5）・小10
  - 女性 19（和式7・洋式12）
  - 車椅子用 1
- ガソリンスタンド（apollostation／宇佐美）24時間）[2]
  - 以前は小原自動車工業(株)→共立石油(株)が運営していた。[要出典]
- 給電スタンド（24時間）[2]
- レストラン（三友、11:00-15:00）[2]
- フードコート（三友、24時間）[2]
- 特設販売『ぎゅう太郎』（9:00～16:00）[2]
- ショッピング（三友、24時間）[2]
- 自動販売機
- インフォメーション・FAXサービス（平日9:00-18:00、土曜日・日曜日・祝日9:00-19:00）
  - 携帯電話充電サービス

### 下り線（盛岡・青森方面）
- 管理：ネクスコ東日本エリアトラクト[1]
- 運営：平泉観光レストセンター[3]
- 駐車場[3]
  - 大型 26台
  - 小型 79台
- トイレ[3]
  - 男性 大7（和式2・洋式5）・小10
  - 女性 19（和式7・洋式12）
  - 車椅子用 1
- ガソリンスタンド（ENEOS（(株)ENEOSウイング）24時間）[3]
  - 以前は(株)浅東油店(コスモ石油)→(株)一光が運営していた。[要出典]
- 給電スタンド（24時間）[3]
- コイン洗車機（24時間）[3]
- レストラン（平泉観光レストセンター、11:00-20:00）[3]
- フードコート（平泉観光レストセンター、24時間）[3]
- 特設販売『牛ちゃん』（【3-11月】9:00～18:00　【12-2月】9:00～17:00）[3]
- ショッピング（平泉観光レストセンター、24時間）[3]
- 自動販売機
- インフォメーション・FAXサービス（平日9:00-18:00、土曜日・日曜日・祝日8:00-18:00）
  - 携帯電話充電サービス

## 備考
- 高速バスキャッスル号、ブルーシティ号、うみねこ号は一部の便を除きこのSAで休憩する。
- 当SAから一関ICまでの区間では臨時規制を除く常時の最高速度が80km/hに制限されている。

## 隣
E4 東北自動車道
(35)平泉前沢IC - 前沢SA - (35-1)奥州スマートIC - (36)水沢IC